# Dromasauria
Dromasauria é um grupo de terápsidas anomodontia. Eles foram pequenos, mas tinham pernas bem construídas, corpo delgado e leve com um longo rabo. Seu crânio era curto, mas os olhos eram grandes. Eles surgiram e viveram no Médio Permiano. Estão relacionados com a infraordem  Dicynodontia e podem ter compartilhado um antepassado comum.

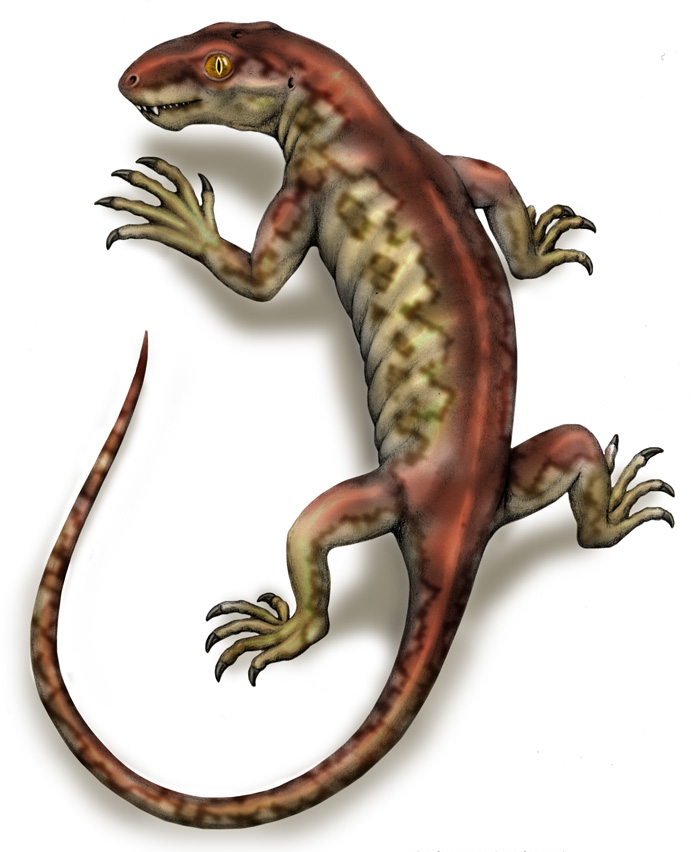
Galepus.